# Лиман (станція, Донецька залізниця)
Лиман (до 1916 — Лиман, 1916—1925 — Шухтанове, 1925—2017 — Красний Лиман) — вузлова позакласна сортувальна залізнична станція Лиманської дирекції Донецької залізниці, центр управління Лиманської дирекції і всієї Донецької залізниці, транзитний пункт. Розташована в однойменному місті Краматорського району Донецької області. На станції перетинаються лінії у трьох напрямках Слов'янськ — Лиман, Микитівка — Лиман, 390 км — Лиман.

## Підприємства
На станції розташовані:
- локомотивне депо;
- вагонне депо;
- дистанція колії
- дистанція сигналізації, зв'язку та обчислювальної техніки,
- дорожні електромеханічні майстерні
- колійно-машинна станція № 10;
- рейкозварювальний поїзд № 6;
- будівельно-монтажний поїзд № 181.

## Колійний розвиток
До складу станції входить 7 парків:
- північний парк прийому — 14 колій;
- північний сортувальний парк — 33 колії;
- північний парк відправлення — 11;
- південний парк прийому —  8 колій;
- південний сортувальний парк — 24 колії;
- південний парк відправлення — 17 колій;
- ранжирний парк — 5 колій;
- головні та допоміжні колії.

За розгорнутою довжиною колій станція є друга в Україні, поступаючись лише станції Ясинувата. За колійним розвитком станція входила до 10 найбільших станцій країн СНД[джерело?].